# هاو (اکلاهما)
هاو(به انگلیسی: Howe) شهری در ایالت اکلاهما کشور ایالات متحده آمریکا است که جمعیت آن در سرشماری سال ۲۰۱۰ میلادی، ۸۰۲ نفر بوده‌است.